# Earl of Balcarres

Wappen der Earls of Balcarres

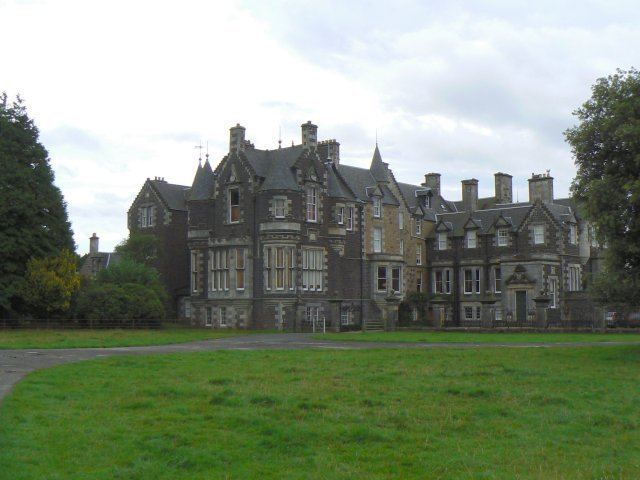
Balcarres House, Familiensitz der Earls of Balcarres

Earl of Balcarres ist ein erblicher britischer Adelstitel in der Peerage of Scotland.
Familiensitz ist Balcarres House bei Colinsburgh im schottischen County Fife. 

## Verleihung, nachgeordnete und weitere Titel
Der Titel wurde am 9. Januar 1651 für Alexander Lindsay geschaffen. Zusammen mit dem Earldom wurde ihm der nachgeordnete Titel Lord Lindsay and Balniel verliehen. Von seinem Vater hatte er 1642 den Titel Lord Lindsay of Balcarres geerbt, der diesem am 27. Juni 1633 verliehen worden war. 
Der 6. Earl hatte seit dem Tod seines entfernten Verwandten, George Lindsay-Crawford, 22. Earl of Crawford, 1808, Anspruch auf dessen Titel Earl of Crawford. Erst sein Sohn, der 7. Earl erreichte 1848, dass ihm der Titel offiziell zuerkannt wurde. Die beiden Earldoms sind seither vereinigt.

## Liste der Titelinhaber

### Lords Lindsay of Balcarres (1633)
- David Lindsay, 1. Lord Lindsay of Balcarres (1587–1642)
- Alexander Lindsay, 2. Lord Lindsay of Balcarres (1618–1659) (1651 zum Earl of Balcarres erhoben)

### Earls of Balcarres (1651)
- Alexander Lindsay, 1. Earl of Balcarres (1618–1659)
- Charles Lindsay, 2. Earl of Balcarres (1650–1662)
- Colin Lindsay, 3. Earl of Balcarres (1652–1722)
- Alexander Lindsay, 4. Earl of Balcarres († 1736)
- James Lindsay, 5. Earl of Balcarres (1691–1768)
- Alexander Lindsay, 6. Earl of Balcarres, de iure 23. Earl of Crawford (1752–1825)
- James Lindsay, 24. Earl of Crawford, 7. Earl of Balcarres (1783–1869)
- Alexander Lindsay, 25. Earl of Crawford, 8. Earl of Balcarres (1812–1880)
- James Lindsay, 26. Earl of Crawford, 9. Earl of Balcarres (1847–1913)
- David Lindsay, 27. Earl of Crawford, 10. Earl of Balcarres (1871–1940)
- David Lindsay, 28. Earl of Crawford, 11. Earl of Balcarres (1900–1975)
- Robert Lindsay, 29. Earl of Crawford, 12. Earl of Balcarres (1927–2023)
- Anthony Lindsay, 30. Earl of Crawford, 13. Earl of Balcarres (* 1958)

Titelerbe (Heir Apparent) ist der Sohn des aktuellen Earls, Alexander Thomas Lindsay, Lord Balniel (* 1991).